# تناقض إيسترلين

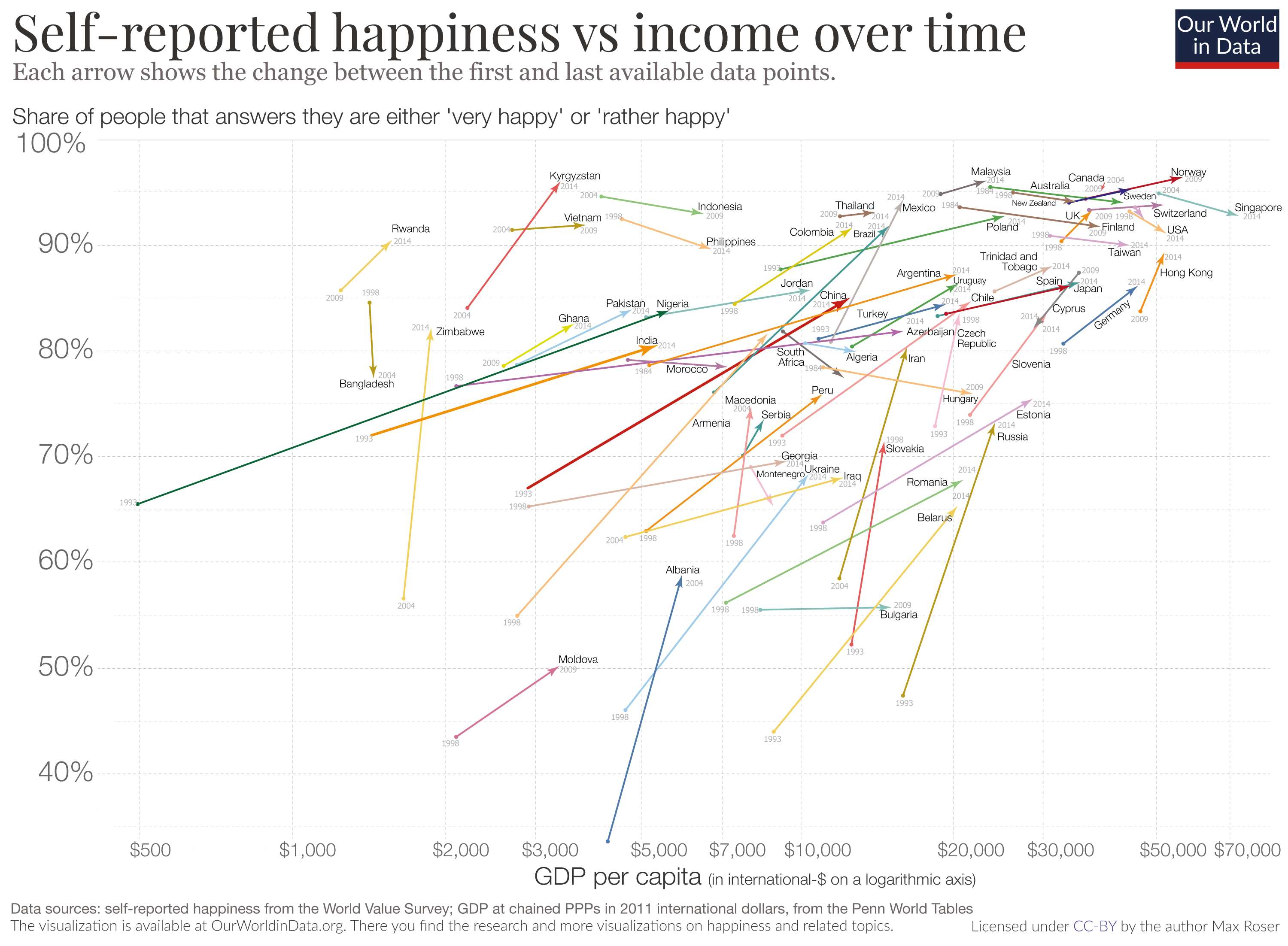
الدخل مقابل السعادة بمرور الوقت.

تناقض إيسترلين: هو محاوله اكتشاف اقتصاديات السعادة، صاغها ريتشارد إيسترلين أستاذ الاقتصاد بجامعة بنسلفانيا عام 1974 كأول خبير اقتصادي يدرس بيانات السعادة.
تنص المفارقة على أنه في وقت ما تختلف السعادة بشكل مباشر مع الدخل ولكن بمرور الوقت لا تتجه السعادة إلى الأعلى مع استمرار نمو الدخل، إن التناقض بين نتائج النقطة الزمنية والمتسلسلة الزمنية هو جذر التناقض 

## الدلائل
كان تحليل بيانات الولايات المتحدة من عام 1946 حتى عام 2014 : هو الاساس لتناقض إيسترلين ثم النتائج داعمة من الدول المتقدمة الأخرى ومؤخرًا بيانات للبلدان الأقل تقدمًا والبلدان التي تنتقل من الاشتراكية إلى الرأسمالية
مع توسع الاقتصاد وانكماشه تحدث تقلبات في السعادة جنبًا إلى جنب مع الدخل
ولكن بينما التقلبات في الدخل تحدث حول خط الاتجاه الصاعد! تحدث تلك التقلبات في السعادة حول اتجاه أفقي.

## نقد مفهوم تناقض إيسترلين
تركز الاعتراضات على المفارقة على تعميم السلاسل الزمنية، بحيث لا ترتبط اتجاهات السعادة والدخل.
بمقال عام 2008، ذكر الاقتصاديان بيتسي ستيفنسون وجوستين ولفرس:
أن "جوهر مفارقة إيسترلين يكمن في فشل إيسترلين في عزل العلاقات ذات الدلالة الإحصائية بين متوسط مستويات السعادة والنمو الاقتصادي عبر الزمن"
ودليل السلاسل الزمنية الحالية على وجود إحصائية إيجابية مهمة العلاقة بين السعادة والدخل
خارج علم الاقتصاد، قدم إد دينر (علم النفس) ووروت فينهوفن (علم الاجتماع) دليلًا على علاقة سلسلة زمنية إيجابية بشكل ملحوظ.
يقال أحيانًا أن تسطيح اتجاه السعادة يحدث بعد حد أدنى من الدخل. بينما تدعم البيانات المقطعية علاقة منحنية بين الدخل والسعادة في العينات الصينية
السلاسل الزمنية للصين واليابان، وكلاهما يبدأ من مستويات الدخل المنخفض، لا تعطي أي مؤشر على العتبة.